# Масакр у Румбули
Масакр у Румбули је заједнички назив за инциденте 30. новембра и 8. децембра 1941. године, у којима је око 25.000 Јевреја убијено у или на путу за шуму Румбула у близини Риге, у Летонији, током холокауста. Осим масакра у Бабином Јару у Украјини, ово је био највећи дводневни злочин холокауста до почетка рада логора смрти. Око 24.000 жртава су били летонски Јевреји из гета у Риги и око 1.000 немачких Јевреја који су превезени у шуму возом. Масакр у Румбули извела је нацистичка Ајнзацгрупа А уз помоћ локалних сарадника Арајс команде, и уз подршку других летонских помоћника. За операцију је био задужен виши СС и Полицајфирер Фридрих Јекелн, који је претходно надгледао сличне масакре у Украјини. Рудолф Ланге, који је касније учествовао на Ванзејској конференцији, такође је учествовао у организовању масакра. Неке од оптужби против Летонца Хербертса Цукурса везане су за чишћење Ришког гета од стране Арајс команде. Убиства у Румбули, заједно са многим другим, чинила су основу суђења припадницима ајнзацгрупа након Другог светског рата где је један број команданата Ајнзацгрупа проглашен кривим за злочине против човечности.

## Номенклатура
Овај масакр је познат под различитим именима, укључујући "Велика акција" и "Акција Румбула", али у Летонији се зове само "Румбула" или "Румбули". Понекад се назива и Јекелнова акција по њеном команданту Фридриху Јекелну. Реч „Aktion“, која се  преводи буквално као акција или операција, нацисти су користили као еуфемизам за убиство. За Румбулу је званични еуфемизам био „акција пуцања“ (Erschiessungsaktion). На суђењу припадницима Ајнзацгрупа пред Нирнбершким војним судом, догађај није добио име, већ је једноставно описан као „убиство 10.600 Јевреја“ 30. новембра 1941.

## Локација
Румбула је била мала железничка станица 12 км јужно од Риге, главног града Летоније, који је био повезан са Даугавпилсом, другим по величини градом у Летонији, железничком линијом дуж северне стране реке Даугаве (Двине). На брду око 250 м од станице, место масакра је било „прилично отворено и приступачно место“. Поглед је био блокиран вегетацијом, али звук пуцњаве се могао чути са подручја станице. Подручје је лежало између железничке пруге и аутопута Рига-Даугавпилс, са железничком линијом северно од аутопута. Румбула је била део шумског и мочварног подручја познатог на летонском као Vārnu mežs, (шума врана). Са аутопута су се чули звуци пуцњаве. Немачке окупационе власти извршиле су низ других масакра на северној обали Даугаве у околини Румбуле. Земља је била песковита и било је лако копати гробове. Док су околне борове шуме биле ретке, у центру се налазила густо пошумљена област која је постала место погубљења. Железничка пруга и аутопут су олакшали пребацивање жртава из Риге (морало је бити на пешачкој удаљености од Ришког гета на југоисточној страни града), као и транспорт убица и њиховог оружја.

## Холокауст у Летонији
Холокауст у Летонији почео је 22. јуна 1941. године, када је немачка војска извршила инвазију на Совјетски Савез, укључујући балтичке државе Литваније, Летонију и Естонију које су окупирале совјетске снаге након периода независности после Првог светског рата. Убиства Јевреја, комуниста и других почела су скоро одмах, извршена од стране немачких одреда смрти познатих као Ајнзацгрупе, немачке безбедносне полиције Зихерхајтсполицај и Службе безбедности СС (Зихерхајтсдинст или СД). Нацистичким окупаторима је такође помагала јединица Летонаца позната као Арајс команда, и  донекле летонска помоћна полиција.

### Укљученост локалног становништва
Нацисти су желели да изгледа као да је локално становништво Летоније одговорно за убиства Јевреја. Ширили су гласине да су Јевреји одговорни за распрострањене паљевине и друге злочине, и чак су то пријавили својим претпостављенима. Ову политику подстицања на оно што су нацисти називали „акцијама самочишћења“ признао је Франц Валтер Шталекер, који је, као шеф Ајнзацгрупе А, био главни нацистички стручњак за убиства у балтичким државама.

### Стварање Ришког гета
До 15. октобра 1941. нацисти су убили до 30.000 од око 66.000 Јевреја који нису могли да побегну из земље пре завршетка немачке окупације. Хинрих Лозе, који је извештавао Алфреда Розенберга, а не шефа СД-а, Хајнриха Химлера, желео је првенствено да украде сву њихову имовину, затвори их у гета, и искористи их као раднике. Овај бирократски сукоб успорио је темпо убистава у септембру и октобру 1941. године. Лозе, као део „цивилне администрације“, је од стране СД оцењен да се опире њиховим плановима. Лозе је 15. новембра 1941. затражио упутства од Розенберга да ли ће сви Јевреји бити убијени „без обзира на економске разлоге“. До краја октобра, Лозе је затворио све Јевреје Риге, као и неке из околине, у гето у граду, чије су капије биле око 10 km од Румбуле. Ришки гето је био творевина самих нациста и није постојао пре рата.

## Улазак Фридриха Јекелна

### Мотив
Химлеров мотив је био да елиминише летонске Јевреје у Риги како би Јевреји из Немачке и Аустрије били депортовани у Ришки гето и смештени на њихово место. Слично мотивисана масовна убиства источних Јевреја затворених у гета извршена су у Ковну 28. октобра 1941. (10.000 мртвих) и у Минску, где је стрељано 7. новембра 13.000 и 20. новембра додатних 7.000. Да би извршио овај план, Химлер је довео Фридриха Јекелна у Летонију из Украјине, где је организовао низ масовних убистава, укључујући Бабин Јар (30.000 мртвих). Јекелнова група од око 50 убица и пратећег особља стигла је у Ригу 5. новембра 1941. године. Јекелн није стигао са њима, већ је отишао у Берлин где се негде између 10. и 12. новембра 1941. сусрео са Химлером. Химлер је рекао Јекелну да побије цео гето у Риги и да упути Лозеа, ако приговори, да је ово наређење Химлера, као и Адолфа Хитлера: „Реци Лозеу да је то моје наређење, и Фирерова жеља“.
Јекелн је затим отишао у Ригу и објаснио ситуацију Лозеу, који није имао даљи приговор. До средине новембра 1941, Јекелн се сместио у зграду у старом делу Риге познатој као Ритерхаус. У Берлину, Розенберг, Лозеов надређени у нацистичкој хијерархији, успео је да добије један уступак од Химлера, да би се робовски рад извучен из мушких Јевреја старости од 16–60 година сматрао превише важним за немачке ратне напоре. Самим тим, ти људи би били поштеђени, а жене, деца, стари и инвалиди би били стрељани. Јекелнов план за спровођење ове сегрегације жртава постао је познат као „мали гето”.

### Планирање масакра
Да би испунио Химлерову наредбу да очисти гето, Јекелн би морао да убија 12.000 људи дневно. У то доба године било је само око осам сати дана и сумрака, тако да би последња колона жртава морала да напусти Ришки гето најкасније у 12 часова. Стража би била постављена са обе стране дуж целе руте колоне од 10 km. За цео процес је било потребно око 1.700 људи.
Јекелнов специјалиста за грађевинарство, Ернст Хемикер, који је касније тврдио да је био шокиран када је унапред сазнао за број људи који ће бити убијени, ипак није уложио приговор у то време и наставио да надгледа копање шест јама за убиства, довољних за гробницу 25.000 људи. Ископавање јама обавило је 200 или 300 руских ратних заробљеника. Саме јаме су биле наменски пројектоване: ископане су у нивоима, попут обрнуте пирамиде, са ширим нивоима према врху, и рампом која се спуштала на различите нивое како би се жртве буквално увеле у сопствене гробове. Било је потребно око три дана да се заврше јаме 23. новембра 1941.
Стварну пуцњаву је извршило 10 или 12 људи Јекелнових телохранитеља, искусних убица. Много касније, Јекелнов возач, Јоханес Зинглер, тврдио је у сведочењу да га је Јекелн натерао да се придружи као убица претећи да ће наудити Зинглеровој породици. У сличним масакрима у Русији и Украјини, међутим, било је много тврдњи супротних Зинглеровим, да је учешће било добровољно, па чак и понекад тражено, и да они који су одбили да учествују у пуцњави нису претрпели штетне последице. Конкретно, Ервин Шулц, шеф Ајнзацкоманде 5, одбио је да учествује у Бабин Јару, још једном злочину Јекелна, и на сопствени захтев је враћен на своју предратну позицију у Берлину без губитка професионалног угледа.
Јекелн није користио Летонце за пуцање. Јекелн је сматрао да је пуцање жртава у јаме вештина гађања, и желео је да докаже да су Немци сами по себи прецизнији стрелци од Летонаца. Јекелн такође није веровао другим агенцијама, чак ни нацистичким, да спроведу његове жеље. Иако су СД и Полиција реда били укључени, Јекелн је доделио сопствени одред да надгледа сваки аспект операције.

### Одлучивање о локацији
Јекелн и његов помоћник Паул Дегенхарт претражили су околину Риге да би пронашли локацију. Рига се налазила у мочварном подручју где је ниво воде био близу нивоа тла. Ово би ометало правилно одлагање хиљада лешева. Јекелну је било потребно повишено тло. Локалитет је такође морао да буде на северној страни реке Даугаве, на пешачкој удаљености од гета, такође на северној страни. Дана 18. или 19. новембра или приближно тог датума Јекелн је наишао на Румбулу док се возио на југ до концентрационог логора Саласпилс (тада у изградњи), и локација је одговарала ономе што је тражио. Локалитет је био близу Риге, био је на узвишењу, имао је песковито тло, а једина мана је била близина аутопута (око 100 метара).

### Јекелнов систем
Јекелн је развио свој „Јекелнов систем“ током бројних убистава која је организовао у Украјини, укључујући Бабин Јар и масакр у Камјанец-Подилском. Он је то назвао „паковање сардина“ (Sardinenpackung). Јекелнов метод је забележен, иако не по имену, у пресуди команданата Ајнзацгрупе у Нирнбершком војном суду, као средство за избегавање додатног посла повезаног са гурањем тела у гроб. Пријављено је да су чак и неке од искусних убица из ајнзацгрупе тврдиле да су биле ужаснуте његовом окрутношћу. Истребљење стрељањем наишло је на проблем када су у питању жене и деца. Ото Олендорф, и сам плодан убица, приговорио је Јекелновим техникама према његовом сведочењу на  послератном суђењу за злочине против човечности. Јекелн је имао особље специјализовано за сваки посебан део процеса, укључујући Genickschußspezialisten – „специјалисте за пуцање у врат“. Постојало је девет фаза за ову методу примењену на гето у Риги.
- Безбедносна полиција је будила људе из њихових кућа у гету;
- Јевреји су били организовани у колоне од 1000 људи и марширали су до места убијања;
- Немачка редовна полиција (Орднунгсполицај) водила је колоне до Румбуле;
- Већ су биле ископане три јаме у којима ће се истовремено вршити убијање;
- Жртвама су скинули одећу и драгоцености;
- Жртве су пролазиле кроз двоструки кордон стражара на путу до јама за убијање;
- Да би избегли муке бацања лешева у јаме, убице су натерале живе жртве у ров на врху других људи који су већ били стрељани;
- Руски митраљези (други извор каже да су полуаутоматски пиштољи[7]) коришћени су пре него немачко оружје, јер је магацин имао 50 метака и оружје се могло подесити да испаљује један по један метак. Ово је такође омогућило извесно порицање, јер ако тела буду откривена, могла би се изнети тврдња да је, пошто су жртве упуцане руским мецима, одговоран НКВД или нека друга комунистичка организација.
- Убице су терале жртве да легну лицем на под рова, или чешће, на тела људи који су управо стрељани. Да би се уштедела муниција, свака особа је погођена само једном, у потиљак. Ко није директно убијен, једноставно је жив закопан.[37]

### Организовање превоза за немоћне жртве
Јекелн је директно располагао са 10 до 12 аутомобила и 6 до 8 мотоцикала. Ово је било довољно за транспорт самих убица и одређених званичних сведока. Јекелну је био потребан већи и тежи транспорт за болесне, инвалиде или друге жртве које нису могле да пређу 10 км. Јекелн је такође очекивао да ће значајан број људи бити убијен дуж маршевске руте и да ће му требати око 25 камиона да покупи тела. Због тога је наредио својим људима да прођу кроз Ригу како би пронашли одговарајућа возила.

### Завршно планирање и упутства
У четвртак, 27. новембра 1941. или приближно тог датума, Јекелн је одржао састанак вођа јединица које су учествовале у канцеларији заштитне полиције у Риги, огранку немачке полиције реда (Орднунгсполицај) како би координирао њихове акције. Ово се чини у складу са значајном улогом коју је Орднунгполицај играла у холокаусту.
Јекелн је сазвао другу седницу планирања виших команданата у суботу, 29. новембра 1941, овог пута у Ритерхаусу. Према каснијим верзијама које су дали присутни, Јекелн је овим официрима одржао говор да је њихова патриотска дужност да истребе Јевреје из Ришког гета, исто као да су на првим линијама битака. Полицајци су такође касније тврдили да им је Јекелн рекао да ће се неучествовање у убиствима сматрати еквивалентом дезертерства и да је сво особље ХССПФ-а које неће учествовати у акцији потребно да присуствује месту истребљења као званични сведоци. На састанку у Ритерхаусу 29. новембра није присуствовао ниједан летонски званичник.
Око 7:00 29. новембра увече одржан је кратки (око 15 минута) трећи састанак, овога пута у седишту Заштитне полиције. Овом је председавао Карл Хајсе, шеф заштитне полиције. Рекао је својим људима да ће морати да се јаве следећег јутра у 4:00 да изврше „пресељавање“ људи у гетоу Риге. Иако је „пресељавање“ нацистички еуфемизам за масовно убиство, Хајсе и већина мушкараца Заштитне полиције која је учествовала знали су праву природу акције. Коначне инструкције су такође прослеђене летонској милицији и полицији који ће сакупљати људе у гету и успут их чувати. Летонској полицији је речено да ће Јевреје пребацити у станицу Румбула ради транспорта у логор за пресељење.
На суђењу Јанкеу почетком 1970-их, западнонемачки суд у Хамбургу је утврдио да је сврха Јекелновог система била да сакрије убилачку сврху до последњег. Суд је утврдио и:
- Да су до вечерњег састанка 29. новембра 1941. посредници знали за пуне размере намераваних убистава;
- Да су посредни командири такође знали да је правило о пртљагу од 20 килограма варка да се жртве преваре у уверењу да се заиста пресељавају;[7]
- Да мушкарци нижег ранга нису знали шта се планира све док нису видели пуцњаву у шуми.[40]

Професор Езергаилис је довео у питање да ли је летонска полиција можда имала бољу представу о томе шта ће се заправо догодити, јер је ово њихова домовина, али је такође приметио супротне доказе, укључујући обмањујуће инструкције које су летонској полицији дали Немци и давање инструкција, барем неким Немцима, да устрели сваког стражара који би могао да пропусти да погуби "непослушног" Јевреја током марша.

## Припрема за масакр

### Одвајање радно-способних мушкараца
Око 27. новембра 1941. четири блока Ришког гета је ограђено бодљикавом жицом, а ово подручје је постало познато као „мали гето“. Дана 28. новембра, нацисти су издали наређење којим се од војно способних мушкараца тражи да се преселе у мали гето, а остатак становништва да се јави у 6:00 ујутру 30. новембра у другој области на „лаки рад” са не више од 20 kg пртљага. Реакција међу Јеврејима била је ужасна. У јулу и августу први су стрељани мушкарци Летоније, док је женама и деци остављено да живе још кратко. Наредба мушкарцима да се одвоје од својих породица стога је схваћена као предуслов за убиство мушкараца. До јутра у суботу, 29. новембра, нацисти су завршили са одвајањем војно способних мушкараца у мали гето.
Преживели из гета, Макс Кауфман, описао је сцену нешто другачије, написавши да је у четвртак ујутро, 27. новембра, у улици Садорника у гету постављен велики плакат на којем је, између осталог, писало да су у суботу, 29. новембра 1941. године, сви логораши гета требало је да се формирају у колоне од по 1.000 људи у близини капије гета ради евакуације из гета. Људи који живе најближе капији би први отишли. Кауфман не описује конкретну наредбу која раздваја војно способне мушкарце од остатка људи. Уместо тога, он наводи да је „већим радним екипама речено да имају могућност да остану у новоформираном малом кампу и да се касније придруже својим породицама. Према Кауфману, колоне од 1.000 људи формиране ујутро 29. касније су растурене, што је изазвало олакшање међу становницима, који су веровали да је цела евакуација отказана. Изабрано је и 300 жена кројачица које су из гета премештене у Централни затвор.
Професор Езергаилис наводи да су, док су мушкарци били на послу, нацисти бирали војно способне мушкарце од оних који су остали у гету, а када су се радне екипе вратиле, исти процес је поново уведен на раднике који су се враћали. Укупно, око 4.000 војно способних мушкараца, послато је у новостворени мали гето. Кауфман наводи да се по повратку са посла 29. новембра, он и његов син, тада стар 16 година, нису вратили у велики гето, већ су били смештени у срушеној згради у улици Вилану у малом гету.

### Први транспорт немачких Јевреја стиже у Ригу
Први транспорт немачких Јевреја у Ригу кренуо је из Берлина у четвртак, 27. новембра 1941. и стигао у Ригу у суботу 29. новембра 1941. године. Још увек није одлучено да ли ће Јевреји бити упућени на принудни рад и изгладњивање током времена, или ће бити одмах убијени. Очигледно у последњем тренутку, Химлер је одлучио да не жели да се ови немачки Јевреји одмах побију; уместо тога, његов план је био да их смести у гето Риге у станове које ће бити на располагању после убиства летонских Јевреја.
Из тог разлога, у недељу, 30. новембра 1941, Химлер је телефоном назвао Рајнхарда Хајдриха који је као шеф СД био и Јекелнов шеф. Према Химлеровом телефонском дневнику, његово наређење Хајдриху било је да Јевреји у транспорту из Берлина не буду ликвидирани (Judentransport aus Berlin. Keine Liquidierung). Међутим, Химлер је овај позив упутио тек у 1:30 поподне, а до тада су људи из воза били мртви. Десило се да депортовани немачки Јевреји нису имали смештај када су стигли у Ригу, па су их нацисти оставили у возу. Следећег јутра, нацисти су пустили воз пун људи до станице Румбула. Извели су људе из воза, одвели их на кратко до места злочина и све их стрељали између 8:15 и 9:00 пре подне. Они су били прва група убијена тог дана. Након тога, Химлер је издао стриктна упутства Јекелну да се не смеју десити масовна убиства депортованих немачких Јевреја без његовог изричитог наређења.
Јекелн је на свом послератном суђењу тврдио да је 10. или 11. новембра добио наређење од Химлера да „сви Јевреји у Остланду до последњег човека морају бити истребљени“. Јекелн је могао да верује да је убијање немачких Јевреја у транспорту из Риге оно што је Химлер желео, јер су непосредно пре масакра у Румбули, масовна убиства немачких Јевреја извршена у Каунасу, у Литванији, 25. и 29. новембра 1941. године, када је убијено 5.000 немачких и аустријских Јевреја који су стигли у транспортима 11. новембра, укључујући око 1.000 Јевреја из Берлина.
Професор Флеминг сугерише неколико разлога за Химлеров налог о „неликвидацији“. У возу је било 40 до 45 људи који су сматрани „случајевима неоправдане евакуације“, што значи да су били или старији или су одликовани Гвозденим крстом за херојску службу Немачкој током Великог рата. Други разлог је можда био тај што је Химлер оклевао да изврши погубљење немачких Јевреја из страха од ефекта који би то могло имати на став Сједињених Држава, које до 30. новембра 1941. још нису биле у рату са Немачком. Професор Браунинг приписује наређење и чињеницу да, са два значајна изузетка, генерално даљи транспорт Јевреја у Ригу из Немачке није резултирао тренутним масовним погубљењем.

### Жене, деца и старци протерани из гета
Када су колоне у суботу 29. новембра растурене, становници гета су, на своје олакшање, веровали да евакуације неће бити. Ово се показало погрешним. Прва акција у гету почела је у 4.00 ујутро, у недељу 30. новембра 1941. године. Одреди СД, Заштитне полиције, Арајс команда и око 80 јеврејских гето полицајаца пробудили су људе и рекли им да се јаве на окупљање за пола сата. Макс Кауфман описује рацију као почетак усред ноћи 29. Он описује „хиљаде“ „апсолутно пијаних“ Немаца и Летонаца који су упали у гета, упадали у станове и ловили станаре док су дивље викали. Он наводи да су деца бацана са прозора трећег спрата. Одреди су исекли посебне отворе у огради како би омогућили бржи приступ аутопуту јужно до шумског локалитета. (Детаљне мапе гета дају Езергаилис  и Кауфман.)
Иако су војно способни мушкарци нестали, људи су се и даље опирали протеривању из својих станова и покушавали су да дезертирају из колона док су се кретали кроз источни део гета. Немци су у процесу протеривања убили 600 до 1.000 људи. На крају су формиране колоне од око 1.000 људи и кренуле су напоље. Прву колону је предводио адвокат др Ељашов. „Израз његовог лица није показивао никакву узнемиреност; напротив, пошто су га сви гледали, трудио се да се насмеши с надом. Поред др Ељашова био је рабин Зак. У колонама су били и други познати грађани Риге. Међу стражарима су били Алтмајер, Јегер и Хербертс Цукурс. Цукурс, светски познати пилот, био је најпрепознатљивији летонски СД човек на месту догађаја.
Летонски историчар Ендрју Езергаилис наводи да „иако Арајсови људи нису били једини на крају операције гета, у мери у којој су учествовали у тамошњим зверствима главна одговорност лежи на плећима Хербертса Цукурса“. Езергаилис је касније повукао своја тумачења да је Цукурс лично учествовао у пуцању на Румбули.
Јеврејима је било дозвољено да носе нешто пртљага  како би се створио утисак да их једноставно пресељавају.

### Десет километара марша до јама смрти
Прва колона људи, у пратњи око 50 стражара, напустила је гето у 06:00 часова. У Риги је 30. новембра 1941. забележена температура ваздуха од -7,5 °C у 07:00 часова, -1,1 °C у 09:00 и 1,9 °C у 21:00. Претходне вечери је пало 7 cm снега, али није падао 30. новембра од 07 до 21 час. Народ није могао да одржи темпо који је захтевала стража и колона се протезала. Стражари су убијали сваког ко је испао из колоне или застао да се одмори дуж 10 км руте марша. Немачки стражари, када им је касније суђено за ратне злочине, тврдили су да су Летонци ти који су извршили већину убистава. У Летонији, међутим, било је прича о летонским полицајцима који су одбили наређење да пуцају у људе.

## Долазак у Румбулу и убиство
Прва колона људи стигла је на Румбулу око 9.00 часова 30. новембра. Људима је наређено да скину и одложе своју одећу и драгоцености у за то одређена места и кутије за прикупљање, ципеле у једну, шињеле у другу и тако даље. Пртљаг је депонован пре него што су Јевреји ушли у шуму. Затим су одведени према јамама за убиства. Ако је стигло превише људи да би их одмах убили, држани су у оближњој шуми док не дође ред на њих. Како су гомиле одеће постале огромне, чланови Арајс командоса утоварили су их у камионе да би их превезли назад у Ригу. Убице су пажљиво посматрале место скидања, јер је управо ту била пауза у систему налик на покретну траку, где би се могао појавити отпор или побуна.
Људи су затим марширали низ рампе у јаме, у једном низу по десет, поврх претходно стрељаних жртава, од којих су многе још увек биле живе. Неки људи су плакали, други су се молили и рецитовали Тору. Хендикепираним и старијим људима до јаме су помагале друге јаче жртве.
Пуцњава се наставила после заласка сунца у сумрак, вероватно до око 5:00 поподне, када је пао мрак. (Докази су у супротности о томе када се пуцњава завршила. Један извор каже да је пуцњава трајала дуго у вечерњим сатима.) Њихов циљ је можда био погоршан сумраком, пошто је мајор немачке полиције Карл Хајсе, који је тог дана ишао тамо-амо између Риге и места убиства, доживео несрећу када га је рикошет метак погодио у око.
Стрелци су пуцали са ивице мањих јама. За веће јаме, ходали су у гробовима међу мртвима и умирућима да би убили додатне жртве. Капетан Ото Шулц-Ду Боа, из инжењеријске резерве немачке војске, био је у тој области на дужности инспекције мостова и путева, када је чуо „повремене, али упорне извештаје о пуцњави”. Шулц-Ду Боа је престао да врши инспекцију, а пошто је обезбеђење било слабо, могао је да посматра убиства.

### Званични сведоци
Јекелн је захтевао да нацисти високог ранга буду сведоци убистава Румбуле. Сам Јекелн је стајао на врху јама и лично усмеравао стрелце. Национални комесар (Reichskommissar) за Остланд Хинрих Лозе је био тамо, бар неко време. Др Отто Хајнрих Дрешлер, Територијални комесар (Gebietskommissar) Летоније је можда био присутан. Робертс Осис, шеф летонске колаборационистичке милиције (Schutzmannschaft) био је присутан већи део времена. Викторс Арајс, који је био пијан, радио је веома близу јама надгледајући летонске људе своје команде, који су чували и усмеравали жртве у јаме.

### Каснија убиства и одлагање тела у гету
Карл Хајсе се вратио из Румбуле у гето у Риги око 1:00 после подне. Тамо је открио да је око 20 Јевреја који су били превише болесни да би их преместили, одведени не на место убиства, већ у болницу. Хајсе је наредио да их изведу из болнице, ставе на улицу на сламнате душеке и упуцају их у главу. Међу убицама пацијената на улици били су чланови Schutzpolizei-а, Хесфер, Ото Тухел и Нојман, између осталих. Остало је још стотине тела од јутарње присилне евакуације. Одред војно способних Јевреја био је делегиран да их покупи и одвезе на јеврејско гробље користећи санке, колица и коњска кола. Нису сви који су били оборени на улици били мртви; оне још живе докрајчио је командос Арајс. На гробљу нису копали појединачне гробове. Уместо тога, користећи динамит, Немци су разнели велики кратер у земљи, у који су мртви бачени без церемоније.

### Последице у јамама првог дана
До краја првог дана стрељано је око 13.000 људи, али нису сви били мртви. Кауфман је известио да се „земља још дуго уздизала због многих полумртвих људи“. Рањени голи људи су лутали око 11:00 сутрадан, тражећи помоћ, али је нису добили.

## Убиства 8. децембра
Изгледа да је Јекелн желео да настави убиства 1. децембра, али није. Убијање је настављено тек у понедељак, 8. децембра 1941. године. Према речима професора Езергаилиса, овог пута је 300 Јевреја убијено у протеривању људи из гета. (Други извор наводи да је бруталност у Гету била гора 8. децембра него 30. новембра). Тог понедељка је падао снег, а народ је можда веровао да је оно најгоре прошло. И поред тога, колоне су се формирале и изашле из града као и у недељу 30. новембра, али уз извесне разлике. Пакети од 20 килограма нису однети на лице места, као 30. новембра, већ су остављени у гету. Њиховим власницима је речено да ће њихов пртљаг бити превезен камионима до фиктивног места поласка за пресељење. Мајкама са малом децом и старијим људима је речено да могу да се возе саоницама, а саонице су биле доступне. Најмање двојица полицајаца који су имали неку улогу у масакру 30. новембра одбили су да поново учествују 8. децембра. То су били Немац Цимерман и Летонац Вилнис. Сам марш је био брз и бруталан. Многи људи су згажени до смрти.
Макс Кауфман, један од људи међу радним екипама у малом гету, био је нестрпљив да сазна шта се дешава људима који су изашли 8. децембра. Организовао је, подмићивањем, експедицију камионом тобож да би скупио дрва, а заправо да би пратио колоне и сазнао њихово одредиште. Кауфман је касније описао шта је видео из камиона док се кретао јужно дуж аутопута од Риге према Даугавпилсу.
Кауфман је приметио митраљезе у близини шуме и шездесет до осамдесет војника, које је идентификовао као припаднике немачке војске. Војник који је возио камион изјавио је да су митраљези постављени само да би спречили бекство. (У својој књизи, Кауфман је изјавио да је сигуран да је немачка војска играла улогу у масакру у Румбули.)  Они су се тог дана возили низ аутопут поред Румбуле до концентрационог логора Саласпилс, да истраже гласину да су Јевреји били евакуисани до те тачке. У логору су наишли на руске ратне заробљенике, али не и на Јевреје из Риге. Затвореници су им рекли да не знају ништа о Јеврејима. Фрида Мајклсон је била изведена са колоном и она је описала шуму окружену кругом СС људи.
Од 12.000 људи који су тог дана протерани из гета у Румбулу, три позната преживела су касније дала извештаје: Фрида Мајклсон, Ела Мадале и Матис Лутринс. Мајклсонова је преживела претварајући се да је мртва. Ела Мадале је тврдила да је Летонка. Матис Лутринс, механичар, убедио је неке летонске возаче камиона да дозволе њему и његовој жени (коју су Немци касније пронашли и убили) да се сакрију испод камиона одеће жртава коју су возили назад у Ригу.
Међу убијенима 8. децембра био је Симон Дубнов, познати јеврејски писац, историчар и активиста. Дубнов је побегао из Берлина 1933. када су нацисти преузели власт, тражећи сигурност у Риги. 8. децембра 1941. године, превише болестан да би га одвели у шуму, убијен је у гету и сахрањен у масовној гробници. Кауфман наводи да је после 30. новембра професор Дубнов доведен да живи код породица јеврејских полицајаца у улици Луџас 56. 8. децембра, брутални летонски надзорник страже Албертс Данскоп дошао је у кућу и питао Дубнова да ли је он члан породице полицајаца. Дубнов је рекао да није и Данскоп га је натерао да изађе из куће како би се придружио једној од колона која је у то време пролазиле. У кући је настала галама и један од јеврејских полицајаца, за кога Кауфман наводи да је био Немац који је добио Гвоздени крст, појурио је да покуша да спасе Дубнова, али је било прекасно.
Према другом извештају, Дубновов убица је био Немац који је био бивши студент. Гласина, која је касније прерасла у легенду, наводи да је Дубнов рекао присутним Јеврејима у последњим тренуцима свог живота: „Ако преживите, никада не заборавите шта се овде дешава, сведочите, пишите и препишите, сачувајте сваку реч и сваки гест, сваки плач и сваку сузу!" Оно што је сигурно је да су СС украли библиотеку и папире историчара и пренели их назад у Рајх.

## Масакр 9. децембра
Неки Јевреји који нису били радно способни радници успели су да побегну од масовних акција 30. новембра и 8. децембра и сакрију се у новом „малом гету”. 9. децембра 1941. нацисти су започели трећи масакр, овог пута у малом гету. Претресали су гето док су мушкарци били на послу. Све које су затекли, плавим аутобусима позајмљеним од општинских власти Риге одвезли су у шуму Бикернијеки, на североисточној страни Риге, где су убијени и сахрањени у масовне гробнице. У овој акцији убијено је око 500 људи. Као и код убистава у Румбули, евакуације из гета су престале у 12 сати.

## Утицај Румбуле на планове за Холокауст

### Немачки Јевреји замењују Летонце у гету у Риги
У децембру 1941. нацисти су наставили да издају упутства Јеврејима у Немачкој да се пријаве ради депортовања на исток. Већина ових људи, због Химлерове промене плана, добила је годину или две живота у гету пре него што би дошао ред на њих да буду убијени. Један од првих возова који је стигао у Ригу звао се „Биелефелд транспорт“. Када су немачки Јевреји у децембру 1941. транспортовани за Ригу, послати су у гето, где су установили да су куће очигледно остављене у журби. Намештај у резиденцијама био је у великом нереду, а неки комади су били умрљани крвљу. На столовима је била смрзнута, али кувана храна, а напољу у снегу колица за бебе са флашама смрзнутог млека. На зиду је немачка породица нашла речи написане "Мама, збогом". Годинама касније, преживели Немац, тада дете, сећа се да му је речено „Овде су живели Летонци“, без помена Јевреја.
Два месеца касније, немачки Јевреји који су стизали у гето и даље су налазили тела убијених летонских Јевреја у подрумима и на таванима.

### Ванзејска конференција
Рудолф Ланге, командант ајнзацкоманде 2 у Летонији, позван је на злогласну Ванзејску конференцију да изнесе своју перспективу о предложеном коначном решењу такозваног јеврејског питања. Нацисти нису сматрали да је стрељање изводљив метод убиства милиона људи, посебно зато што је примећено да чак и СС трупама није одговарало да пуцају на асимилиране немачке Јевреје за разлику од Остјудена („источних Јевреја“). Шеф немачке цивилне администрације у области Балтика, Вилхелм Кубе, који није имао ништа против убијања Јевреја уопште, приговорио је да немачки Јевреји, „који потичу из нашег културног круга“, буду случајно убијани од стране немачких војника.

## Касније акције на месту
Године 1943, очигледно забринут због остављања доказа, Химлер је наредио да се тела у Румбули ископају и спале. Овај посао је обавио одред јеврејских радника. Особе које су путовале железницом лако су осетиле мирис запаљених лешева.
Године 2001, председница Летонске Републике Ваира Вике-Фрајберга, која је била дете током Другог светског рата, говорила је на комеморацији поводом 60-годишњице уништења тела: „Могли смо да осетимо мирис дима из Румбуле, где су лешеви откопани и спаљени да би се избрисали докази“.

## Правда
Неки од убица из Румбуле приведени су правди. Хинрих Лозе и Фридрих Јанке су процесуирани пред западнонемачким судовима и осуђени на затворске казне.
Викторс Арајс је служио четири године у британском логору за ратне заробљенике након рата, али је годинама избегавао откривање у Западној Немачкој. Коначно је осуђен на доживотни затвор 1979. године, а умро је у самици 1988.
Хербертс Цукурс је побегао у Јужну Америку, где су га убили агенти Мосада 1965.
Едуард Штраух је осуђен у суђењу припадницима Ајнзацгрупа и осуђен на смрт, али је умро у затвору пре него што је казна могла да буде извршена.
Фридрих Јекелн је јавно обешен у Риги 3. фебруара 1946, после суђења пред совјетским властима.

## Сећање
Дана 29. новембра 2002. године, у шуми на месту масакра откривено је спомен обележје које се састоји од спомен-камења, скулптура и информативних паноа.
Центар споменика је отворени простор у облику Давидове звезде. Скулптура меноре стоји у центру окружена камењем са именима Јевреја убијених на том месту. Неки од поплочаних каменова носе називе улица у некадашњем Ришком гету.
Бетонски оквири омеђују масовне гробнице које се налазе у спомен-подручју.
На путу који води у шуму, камена ознака поред велике металне скулптуре наводи да је овим путем на хиљаде људи одвезено у смрт, а на улазу у спомен-подручје камене плоче су исписане на четири језика: летонски, хебрејски, енглески и немачки, са подацима о догађајима на Румбули и историјату меморијала.
Меморијал је пројектовао архитекта Сергеј Риж. Финансијски допринос за изградњу споменика дали су појединци и организације у Немачкој, Израелу, Летонији и САД.

### Историографска литература
- „Anders, Edward, and Dubrovskis, Juris, "Who Died in the Holocaust?  Recovering Names from Official Records", Holocaust and Genocide Studies 17.1 (2003) 114-138”.
- Angrick, Andrej; Klein, Peter (2012). The 'Final Solution' in Riga: Exploitation and Annihilation, 1941-1944. Translation from German by Ray Brandon. Berghahn Books. ISBN 978-0857456014.
- Bloxham, Donald, Genocide on Trial; war crimes trials and the formation of Holocaust History and Memory, Oxford University Press, New York NY. Bloxham, Donald (2001). Genocide on Trial: War Crimes Trials and the Formation of Holocaust History and Memory. Oxford University Press. ISBN 0-19-820872-3.
- Browning, Christopher (1999). Nazi Policy, Jewish Workers, German Killers. Cambridge University Press. ISBN 0-521-77490-X. Текст „Browning. Nazi Policy” игнорисан (помоћ)|author-link=Christopher Browning|url-access=registration}}
- Browning, Christopher; Matthäus, Jürgen (2004). The Origins of the Final Solution: The Evolution of Nazi Jewish Policy, September 1939 – March 1942. Lincoln: University of Nebraska Press. ISBN 978-0-8032-5979-9. Текст „Browning, Matthäus. Origins of the Final Solution” игнорисан (помоћ)|url-access=registration}}
- Dribins, Leo, Gūtmanis, Armands, and Vestermanis, Marģers, "Latvia's Jewish Community: History, Trajedy, Revival", Ministry of Foreign Affairs, Republic of Latvia
- Edelheit, Abraham J.; Edelheit, Hershel (1994). History of the Holocaust: A Handbook and Dictionary. Boulder, CO: Westview Press. ISBN 0-8133-1411-9.
- Eksteins, Modris (1999). Walking Since Daybreak: A Story of Eastern Europe, World War II, and the Heart of Our Century. Boston: Houghton Mifflin Company. ISBN 0-395-93747-7.
- Ezergailis, Andrew (1996a). „Latvia”.  Ур.: Wyman, David S.; Rosenzveig, Charles H. The World Reacts to the Holocaust. Baltimore: Johns Hopkins University Press. стр. 354—88. ISBN 0-8018-4969-1.
- Ezergailis, Andrew (1996b). The Holocaust in Latvia, 1941-1944: The Missing Center. Riga / Washington DC: Historical Institute of Latvia and the United States Holocaust Memorial Museum. ISBN 978-9984905433.
- Fleming, Gerald (1994). Hitler and the Final Solution. Berkeley: University of California Press. ISBN 0520060229.
- Friedländer, Saul, The years of extermination : Nazi Germany and the Jews, 1939-1945, New York, NY. . 2007. ISBN 978-0-06-019043-9. Недостаје или је празан параметар |title= (помоћ)
- Hilberg, Raul, The Destruction of the European Jews (3d Ed.) Yale University Press, New Haven, CT. . 2003. ISBN 0-300-09557-0. Недостаје или је празан параметар |title= (помоћ)
- Hobrecht,Jürgen "We did survive it"- The Riga Ghetto. Documentary film, Berlin 2013, 98 Min. Outtakes: www.phoenix-medienakademie.com/Riga-survive
- Kaufmann, Max (2010). Churbn Lettland - The Destruction of the Jews of Latvia (PDF). Translation by Laimdota Mazzarins. Konstanz: Hartung-Gorre Verlag. ISBN 978-3-86628-315-2.
- Klee, Ernst, Dressen, Willi, and Riess, Volker, eds., The Good Old Days: The Holocaust as seen by its Perpetrators and Bystanders, (English translation) MacMillan Free Press, NY. Klee, Ernst; Dressen, Willi; Riess, Volker (1991). "The Good Old Days": The Holocaust as Seen by Its Perpetrators and Bystanders. Free Press. ISBN 0-02-917425-2.
- Latvia Institute, The Holocaust in German-Occupied Latvia Архивирано на веб-сајту  (28. јул 2020)
- Michelson, Frida, I Survived Rumbuli, Holocaust Library, New York, NY. Mikhelʹson, Frida (1979). I Survived Rumbuli. Holocaust Publications. ISBN 0-89604-029-1.
- Ministry of Foreign Affairs of the Republic of Latvia, Holocaust Remembrance - Rumbula Memorial Site Unveiled, December 2002
- Press, Bernard (2000). The Murder of the Jews in Latvia. Northwestern University Press. ISBN 0-8101-1729-0.
- Reitlinger, Gerald, The SS—Alibi of a Nation, at 186, 282, Viking Press, New York, 1957 (Da Capo reprint 1989). Reitlinger, Gerald (22. 3. 1989). The SS: Alibi of a Nation, 1922-1945. Hachette Books. ISBN 0-306-80351-8.
- Roseman, Mark, The Wannsee Conference and the Final Solution—A Reassessment, Holt, New York. Roseman, Mark (2002). The Wannsee Conference and the Final Solution: A Reconsideration. Henry Holt and Company. ISBN 0-8050-6810-4.
- Rubenstein, Richard L., and Roth, John K., Approaches to Auschwitz, page 179, Louisville, Ky. : Westminster John Knox Press. Rubenstein, Richard L.; Roth, John K. (2003). Approaches to Auschwitz: The Holocaust and Its Legacy. Westminster John Knox Press. ISBN 0-664-22353-2.
- Scheffler, Wolfgang, "Zur Geschichte der Deportation jüdischer Bürger nach Riga 1941/1942", Volksbund Deutsche Kriegsgräberfürsorge e.V. – 23.05.2000
- Schneider, Gertrude, Journey into terror: story of the Riga Ghetto, (2d Ed.) Westport, Conn. : Praeger. Schneider, Gertrude (2001). Journey into Terror: Story of the Riga Ghetto. Bloomsbury Academic. ISBN 0-275-97050-7.
- Schneider, Gertrude, ed., The Unfinished Road: Jewish Survivors of Latvia Look Back, Praeger Publishers. Schneider, Gertrude (1991). The Unfinished Road: Jewish Survivors of Latvia Look Back. Bloomsbury Academic. ISBN 978-0-275-94093-5.
- Smith, Lyn, Remembering: Voices of the Holocaust, Carroll & Graf, New York. Smith, Lyn (2005). Remembering: Voices of the Holocaust: A New History in the Words of the Men and Women who Survived. Carroll & Graf. ISBN 0-7867-1640-1.
- Winter, Alfred, "Rumbula Viewed From The Riga Ghetto" from  The Ghetto of Riga and Continuance - A Survivor's Memoir  1998
- Elmar Rivosch. Riga Manuskript
- Alexander Bergmann. Aufzeichnungen eines Untermenschen.

### Суђења за ратне злочине и докази
- Brätigam, Otto, Memorandum dated 18 Dec. 1941, "Jewish Question re correspondence of 15 Nov. 1941" translated and reprinted in Office of the United States Chief of Counsel For Prosecution of Axis Criminality, Nazi Conspiracy and Aggression, Exhibit 3666-PS, Volume VII, pages 978–995, USGPO, Washington DC 1946 ("Red Series")
- Jeckeln, Friedrich, excerpts from minutes of interrogation, 14 December 1945 (Maj. Zwetajew, interrogator, Sgt. Suur, interpreter), pages 8–13, from the Historical State Archives, as reprinted in Fleming, Hitler and the Final Solution, at pages 95–100 (Portions of the Jeckeln interrogation are also available online at the Nizkor website Архивирано на веб-сајту  (18. јул 2011)).
- Stahlecker, Franz W., "Comprehensive Report of Einsatzgruppe A Operations up to 15 October 1941", Exhibit L-180, translated in part and reprinted in Office of the United States Chief of Counsel For Prosecution of Axis Criminality, Nazi Conspiracy and Aggression, Volume VII, pages 978–995, USGPO, Washington DC 1946 ("Red Series")
- „The International Military Tribunal for Germany”. Yale Law School / Lillian Goldman Law Library / The Avalon Project.
- Trials of War Criminals before the Nuernberg Military Tribunals under Control Council Law No. 10, Nuernberg, October 1946 - April 1949, Volume IV, ("Green Series) (the "Einsatzgruppen case") also available at Mazel library (well indexed HTML version)